# 梅里奧尼斯郡旗
梅里奧尼斯郡旗（英語：Merionethshire flag）是英國威爾斯梅里奧尼斯郡的旗幟。梅里奧尼斯郡旗自2015年1月2日開始正式使用，其圖案是藍底，左下角有黃色太陽圖案，旗幟中部有三隻白色山羊圖案。